# Pawłów (obwód lwowski)
Pawłów (ukr. Павлів, Pawłiw) – wieś na Ukrainie, w obwodzie lwowskim, w rejonie szeptyckim. Liczy 3828 mieszkańców.

## Historia
Pierwsza wzmianka o miejscowości pochodzi z 1400 roku.
W II Rzeczypospolitej do 1934 roku wieś stanowiła samodzielną gminę jednostkową w powiecie radziechowskim w woj. tarnopolskim. W związku z reformą scaleniową została 1 sierpnia 1934 roku włączona do nowo utworzonej wiejskiej gminy zbiorowej Chołojów w tymże powiecie i województwie. 
Przed II wojną światową połowę mieszkańców stanowili Polacy.
Nocą 1/2 kwietnia 1944 roku wieś napadła bojówka OUN-UPA mordując 40 Polaków.
Po wojnie wieś została odłączona od Polski i włączona do Ukraińskiej SRR.
Do 2020 w rejonie radziechowskim.
Na miejscowym cmentarzu znajduje się grób poety okresu romantyzmu Kornela Ujejskiego, natomiast dom poety został spalony w 1944 przez ukraińskich żołnierzy dywizji SS-Galizien.

## Zabytki
We wsi znajdują się:
- budynek dworski wzniesiony na przełomie XVIII i XIX wieku
- kościół z 1914 roku, po wojnie magazyn kołchozowy, obecnie cerkiew grekokatolicka
- cerkiew świętych Piotra i Pawła z 1878 roku
- pomnik zniesienia pańszczyzny z 1851 roku